# Lasham Airport
Lasham Airport är en flygplats i Storbritannien.   Den ligger i grevskapet Hampshire och riksdelen England, i den södra delen av landet, 70 km sydväst om huvudstaden London. Lasham Airport ligger 179 meter över havet.
Terrängen runt Lasham Airport är huvudsakligen platt. Lasham Airport ligger uppe på en höjd. Runt Lasham Airport är det ganska tätbefolkat, med 214 invånare per kvadratkilometer. Närmaste större samhälle är Basingstoke, 9,2 km norr om Lasham Airport. Trakten runt Lasham Airport består till största delen av jordbruksmark.